# Einar Hennings
Einar Hennings (ur. 2 grudnia 1884, zm. 10 grudnia 1965) – szwedzki dyplomata i prawnik, były poseł szwedzki w Polsce (1931-1934), odznaczony Krzyżem Wielkim Orderu Odrodzenia Polski.
Przed rozpoczęciem kariery dyplomatycznej pracował jako urzędnik państwowy w szwedzkim ministerstwie finansów oraz ministerstwie handlu. W latach 1931–1934 był posłem szwedzkim w Warszawie, akredytowanym również w Bukareszcie, a następnie w Paryżu i Vichy (do 1944). W 1935 został honorowym przewodniczącym szwedzkiej izby handlowej we Francji.